# San Saba (Teksas)
San Saba je gradić u američkoj saveznoj državi Teksas. Prema popisu stanovništva iz 2010. u njemu je živjelo 3.099 stanovnika.